# Margaret Suttcliffe
Margaret Suttcliffe née en 1925, est une coureuse cycliste anglaise qui a détenu le record de l'heure avec entraineur.

## Biographie
Margaret Suttcliffe est née dans le Yorkshire en 1925 ; elle veut d’abord être championne de natation. À six ans elle nage pendant deux kilomètres et rêve de traverser la Manche. Puis elle suit des cours, en Cornouailles, pour être professeur de gymnastique. Elle devient finalement infirmière. En 1947, elle est physiothérapiste à l’hôpital américain de Neuillv.
Le 15 octobre 1947, à Arcachon, elle tente de battre le record de l'heure appartenant à Rolande Danné mais échoue avec 36 km 402 parcourus mais elle établit le record des 50 km en 1h 24 min. 35 s. et  2/5,.
En mars 1948, elle remporte le championnat d'hiver féminin de vitesse au Vél' d'Hiv'.
En décembre 1948, entraînée par Edmond Browaeys et chronométrée par Maurice Richard, elle bat le record de l'heure derrière motos commerciales au Vél’d’Hiv, couvrant 54 km 090.
En juin 1949, entrainée par Arthur Bristow, elle tente de battre le record de l'heure derrière motos sur la piste de Herne Hill.
Margaret Suttcliffe et treize cyclistes françaises signent des contrats en France pour participer à des courses cyclistes à Montréal,,, New York, Cleveland et Chicago. Certaines courent tous les soirs au derby de New York du 10 au 21 décembre 1949, mais elles ne sont payées qu'en partie et aucun billet de retour n'est fourni. Elle et Hélène Paoli, de Nice, sont licenciées lorsqu'elles demandent à être payées. Elles rentrent en Europe en mars 1950,.